# Federația Română de Gimnastică Ritmică
Federația Română de Gimnastică Ritmică (FRGR), este organismul de conducere a gimnasticii ritmice din România. Înființată în anul 1990, apoi reînființată în 2003 este membră a Comitetului Olimpic Român (COSR), a Federației Internaționale de Gimnastică (FIG) și a Uniunii Europene de Gimnastică (UEG).
Potrivit Institutul Național de Statistică, în 2019, erau legitimați la FRGR, 464 de sportivi, 34 de antrenori, 5 instructori și 23 de arbitri.

## Istoric

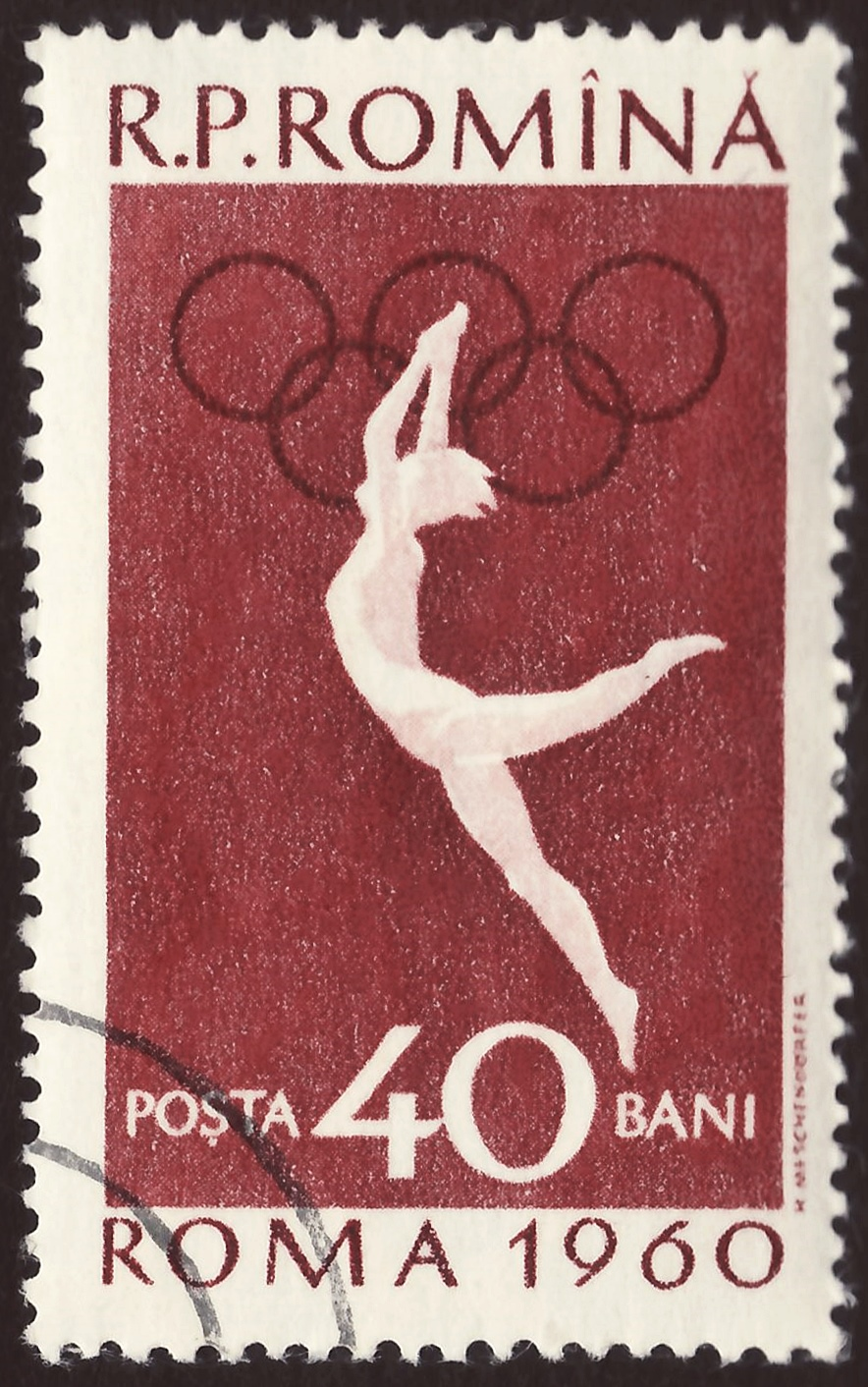
Timbru poștal comemorativ

Gimnastica ritmică, în România, a funcționat din 1961 și până în 1990 ca secție a Federației Române de Gimnastică, fiind ceastă activitate coordinată de Comisia Tehnică de Gimnastică Ritmică. Din luna ianuarie al anului 1990, s-a desprins de FRG constituindu-se ca federație independentă sub numele de Federația Română de Gimnastică Ritmică, defășurându-și activitatea sub această formă până după Jocurile Olimpice de la Atlanta din 1996. 
Din 1996 s-a reunit cu FRG, activitatea fiind coordonată de Comisia Națională de Gimnastică Ritmică. În 2003 Federația Română de Gimnastică Ritmică devine independentă.

## Vezi și
- Sportul în România
- Federația Română de Gimnastică

## Legături externe
- Site web oficial